# Tréauville
Tréauville település Franciaországban, Manche megyében. Lakosainak száma 727 fő (2022. január 1.). Tréauville Siouville-Hague, Benoîtville, Flamanville, Helleville és Les Pieux községekkel határos.

## Népesség
A település népessége az elmúlt években az alábbi módon változott:
| Lakosok száma | 495  | 545  | 636  | 675  | 730  | 727  | 735  | 755  | 746  | 727  |
|               | 1968 | 1982 | 1990 | 2006 | 2013 | 2015 | 2017 | 2019 | 2020 | 2022 |